# Kinande
Le kinande ou konzo est une langue de la famille des langues bantoues, parlée par la population nande, l'un des multiples groupes ethniques de la République Démocratique du Congo. Le kinande est parlé dans l'Est de la République démocratique du Congo et à l'Ouest de l'Ouganda où les Wanande prennent le nom de Bakondjo ou Bakonzo. La population nande, parlant traditionnellement le kinande, est estimée à environ 4 000 000 en 2000 par l’association Kyaghanda Belgique ; le nombre de locuteurs est estimé à 1 500 000 en 1994.
Comme toutes les langues bantoues, le kinande possède un vocabulaire large, majoritairement composés de mots construits en ajoutant des affixes à la racine. Sa particularité est d'avoir un préfixe d'infinitif eri- non apparentés au ko-/ku- des autres langues bantoues.

## Classification
Le kinande a la référence D.42 dans la classification de Guthrie des langues bantoues.

## Écriture
Un alphabet latin a été développé et est utilisé dans le dictionnaire kinande-français.
| a | b | bh | d | e | f | g | h | i | i̧ | k | l | lh | m | n | ng | ny | o | p | r | s | t | th | ts | u | u̧ | w | y |

Pour écrire le kinande on peut utiliser l'écriture mandombe. Mais actuellement les scientifiques Nande sont au Laboratoire pour créer l'écriture nande, qu'ils appellent O Luyira[réf. nécessaire].